# Tan Sixin
Tan Sixin (Jiangmen, China, 10 de enero de 1995) es una gimnasta artística china, medallista de bronce en 2011 en el concurso por equipos.

## 2011
En el mundial celebrado en Tokio consiguió el bronce en la competición por equipos —China quedó situada tras EE. UU. (oro) y Rusia (plata)—. Sus compañeras de equipo eran las gimnastas: Huang Qiushuang, Yao Jinnan, Sui Lu, Jiang Yuyuan y He Kexin.